# سیارک ۲۳۷۷
سیارک ۲۳۷۷ (به انگلیسی: 2377 Shcheglov، نامگذاری:1978QT1) دو هزار و سیصد و هفتاد و هفتمین سیارک کشف شده‌است که در ۳۱ اوت ۱۹۷۸ کشف شد.
قدر مطلق سیارک برابر ۱۲٫۰۰ است.